# As-Sahab
As-Sahab Media (en árabe: السحاب, "La nube") es el ala de medios oficiales del liderazgo central de Al Qaeda con sede en Pakistán y Afganistán. Produce videos mostrando a sermones y discursos de comandantes de alto rango de Al Qaeda y también de operaciones hechas por dicho grupo internacionalmente. Aunque los videos están en árabe, algunos son publicados con subtítulos en inglés.
As-Sahab produce videos de "calidad documental", y su primera producción fue en 2001 con la participación de Adam Yahiye Gadahn, un estadounidense que se unió a Al Qaeda en 1998.

## Subcanales regionales
Los subcanales de As-Sahab son divididos en sus respectivas regiones geográficas y los grupos de Al Qaeda en estos lugares. En estos subcanales se presentan imágenes específicas de la región y discursos de sus propios líderes individuales.
Az-Zallaqa Media, Nusrat al-Islam en África occidental
Al-Andalus Media, Al Qaeda del Magreb Islámico
Al-Malahem Media, Al-Qaeda en la Península arábiga
Al-Kataib Media, Al-Shabbaab en África oriental

## Producción
La organización utiliza tecnología moderna para producir sus videos, el lanzamiento de "5 años después del homenaje" demostró un nuevo estándar que se compara favorablemente con la calidad de producción obtenida por las principales cadenas de televisión. El video y el audio son (dependiendo del material de origen, algunos de los cuales están fechados) generalmente nítidos, y los subtítulos en general están libres de errores gramaticales y ortográficos y, a veces, incluso explican conceptos específicos del Islam.
En 2005, un programa de la CBC llamado Media Jihad - As-Sahab Foundation en el que se siguen y rastrean los orígenes de As-Sahab, salió al aire.

## Métodos de publicación
Anteriormente, se sabía que Al Qaeda entregaba sus videos y audio utilizando buzones muertos que llevaban discos. Sin embargo, el método de entrega se cambió en enero de 2006 después de un ataque aéreo en una reunión de Al Qaeda cerca de Damadola, en Pakistán. As-Sahab ahora publica sus videos en el internet. 